# Hua Chunying
Hua Chunying, 华春莹 en chino: Huá Chūnyíng en pinyin (Huai'an, abril de 1970), es una política china. Es la directora adjunta del Departamento de Información del Ministerio de Relaciones Exteriores de la República Popular China. Hua es la quinta portavoz femenina y la 27° portavoz en el cargo desde que el sistema de portavoz se estableció en el ministerio en 1983.

## Biografía
Hua nació en una familia muy educada en Huai'an, Jiangsu, siendo sus padres funcionarios. Su padre era el exsecretario de la Comisión de Control Disciplinario del Partido Comunista de China en el condado de Huai'an y su madre fue subdirectora de un distrito local. Se graduó en la Universidad de Nankín en 1992, donde se especializó en el idioma inglés en la Escuela de Lenguas Extranjeras.
Después de su graduación, fue nombrada como funcionaria en el Departamento de Europa Occidental y durante veinte años trabajó en el Ministerio de Exteriores chino hasta alcanzar la posición de portavoz. A partir de 1995, pasó cuatro años en Singapur como agregada. De 2003 a 2010, fue promovida a su puesto como secretaria del consejero de la Misión de China a la Unión Europea.
En 2012, Hua fue ascendida para convertirse en la vicedirectora general del Departamento de Prensa, Comunicación y Diplomacia Pública del Ministerio de Relaciones Exteriores de China, que también sirve concurrentemente como la portavoz de dicho ministerio. En febrero de 2018, durante una prolongada ausencia en el Ministerio de Relaciones Exteriores, surgieron informes de que Hua estaba siendo investigada por almacenar grandes cantidades de dólares estadounidenses en su casa. El 1 de marzo de 2018, regresó a su trabajo como portavoz del Ministerio de Relaciones Exteriores.
El 18 de julio de 2019, fue nombrada directora general del Departamento de Prensa, Comunicación y Diplomacia Pública del Ministerio de Relaciones Exteriores, sucediendo a Lu Kang. Se convirtió en la segunda directora general del Departamento de Prensa, Comunicación y Diplomacia Pública después de Gong Peng, la primera directora general de este departamento. En octubre de 2021, fue ascendida a ministra adjunta de Asuntos Exteriores. Donde supervisa el trabajo del ministerio relacionado con la prensa, el protocolo y la traducción Además fue delegada del XIX y XX Congreso Nacional del Partido Comunista Chino.
El 27 de mayo de 2024, el Consejo de Estado nombró a Hua Chunying como viceministra de Asuntos Exteriores.